# 克列姆比夫卡
48°23′22″N 28°24′23″E / 48.38944°N 28.40639°E
克列姆比夫卡（烏克蘭語：Клембівка），是烏克蘭的村落，位於該國西南部文尼察州，由莫希利夫-波季利斯基區負責管轄，始建於1700年，面積8.33平方公里，海拔高度139米，2001年人口3,842，人口密度每平方公里461.22人。